# 마리 드 메디시스
마리 드 메디시스(프랑스어: Marie de Médicis, 1575년 4월 26일~1642년 7월 3일)은 이탈리아 피렌체의 명문귀족 집안인 메디치 가문 출신의 프랑스 왕비로, 앙리 4세의 부인이자 루이 13세의 모후이다. 이탈리아어식으로는 마리아 데 메디치(Maria de' Medici)라고 부른다.

## 생애
토스카나 대공 프란체스코 1세 데 메디치와 신성로마 황제 페르디난트 1세의 막내딸인 요하나 사이에서 태어났다. 1600년 10월에 앙리 4세는 마르그리트 드 발루아와 이혼한 지 얼마 지나지 않아 나라의 재정상태를 회복하기 위한 정략적 목적으로 당시 27살의 마리와 재혼함으로써 15만 파운드의 막대한 결혼지참금을 손에 넣었다. 앙리 4세는 여색을 밝히기로 유명했었기 때문에 부재가 잦았던 데다가 당초 프랑스어를 잘하지 못했기에 마리의 궁정생활은 고독이 항상 뒤따라다녔다고 한다. 이를 해소하기 위한 목적으로 마리의 낭비는 해가 갈수록 심해졌고, 하루종일 값비싼 보석을 구입한 결과 모처럼의 결혼지참금이 거의 바닥날 지경에 이르렀다.
1601년, 그토록 바랐던 왕위계승자인 왕태자 루이(나중의 루이 13세)를 낳았으며 그 뒤 8년 동안 다섯 명의 왕자를 더 낳았다. 이로써 궁정 내에서 그녀의 입지력은 단번에 향상되었으며 앙리 4세가 궁정을 비웠을 경우엔 국정의 전권을 대리하기에 이르렀다. 남편의 사랑도 다시 받을 수 있게 되어 이제서야 겨우 평화로운 생활을 보내나 싶었지만, 1610년에 광신적인 가톨릭교도가 앙리 4세를 암살하고 만다(마리가 앙리 4세의 암살에 연루되었다는 후문이 있다). 남편이 죽고 곧 루이 13세가 왕위에 올랐다. 그러나 아직 루이 13세가 어린 나이였기 때문에 아들의 섭정으로서 프랑스의 대내외 정치를 담당하는 중책을 짊어지게 되었다.

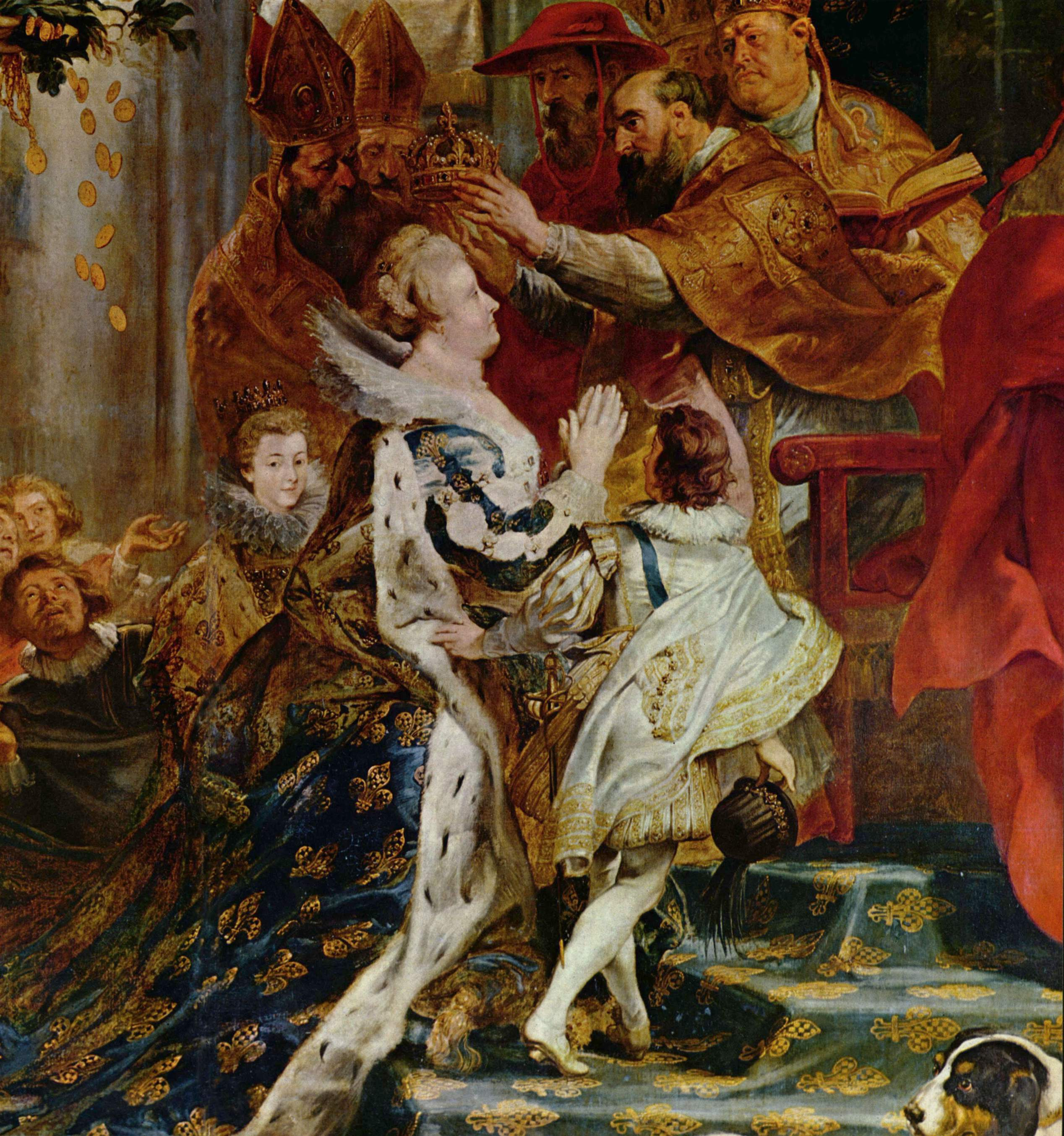
루벤스 작, 마리 드 메디시스의 대관식

앙리 4세의 재상을 비롯한 앙리 3세 시절의 신료들을 멀리하고 이탈리아 출신의 콘치니를 보좌관으로 중용한 그녀는 콘치니와 그의 아내 갈리가이의 힘을 빌려 명군으로 칭송받았던 앙리 4세의 모든 정치방침을 죄다 파기하였다. 종교적으로 로마 가톨릭을 강력히 옹호하던 그녀는 한창 융화를 도모 중이던 국내 가톨릭과 프로테스탄트간의 사이를 이간질해 싸움을 부추겼으며, 프랑스와 적대적 관계였던 합스부르크 가와 혼인정책을 취하기도 하였다. 이는 곧 점차 정치에 눈을 느끼기 시작한 아들 루이 13세와 유력한 귀족들의 불만을 가져왔다. 그들은 마리에게 삼부회 개최를 강요하는 등 정치개혁을 요구하였다.
점차 마리의 정치적 입장이 줄어들었으나, 때마침 유능한 정치가인 리슐리외 추기경이 정치무대에 등장하게 된다. 마리는 리슐리외를 자기 편으로 끌어들이려고 했으나, 아들 루이 13세가 먼저 선수를 쳤다. 리슐리외를 자신의 심복으로 등용한 루이 13세는 1617년에 콘치니를 처형시키고 모후 마리를 블루아 성에 유폐시켰다. 1619년에 블루아 성에서 탈출한 마리는 루이 13세의 남동생인 오를레앙 공 가스통과 손잡아 반란군을 이끌었지만 눈깜짝할 사이에 프랑스군에 의해 진압되고 만다. 리슐리외 추기경의 중재 덕분에 마리는 루이 13세와 화해하였으며, 1621년까지 왕립의회의 일원으로서 정치에 종사하였다.
리슐리외가 루이 13세의 재상이 되어 정치적 실권을 잡게 되자, 마리는 그의 실각을 도모하였다. 이 때문에 1631년 마리는 프랑스에서 추방되어 브뤼셀로 망명하였으며 1642년에 쾰른에서 죽었다.

## 자녀
| 사진 | 이름                         | 생일             | 사망                   | 기타                                                      |
| ---- | ---------------------------- | ---------------- | ---------------------- | --------------------------------------------------------- |
|      | 루이 13세                    | 1601년 9월 27일  | 1643년 5월 14일(41세)  | 후임 프랑스 국왕. 슬하 2남.                               |
|      | 이사벨 데 보르본             | 1602년 11월 22일 | 1644년 10월 6일(41세)  | 스페인 펠리페 4세와 결혼. 슬하 2남 6녀                    |
|      | 크리스틴 마리 드 프랑스 왕녀 | 1606년 2월 10일  | 1661년 12월 27일(55세) | 사보이아 공국 비토리오 아메데오 1세와 결혼. 슬하 3남 4녀. |
|      | 니콜라 앙리                  | 1607년 4월 16일  | 1611년 11월 17일(4세)  | 오를레앙 공작. 요절.                                      |
|      | 가스통 도를레앙 공작         | 1608년 4월 24일  | 1660년 2월 2일(51세)   | 오를레앙 공작. 슬하 1남 5녀.                              |
|      | 앙리에타 마리 드 프랑스      | 1609년 11월 25일 | 1669년 9월 10일(59세)  | 영국 찰스 1세의 왕비. 슬하 4남 5녀.                       |

## 페테르 파울 루벤스와의 관계
루벤스는 17세기 유럽의 왕실과 부호들에게 인기가 많았던 화가였고, 원만한 성품으로 외교관으로도 활약하면서 유럽 여러 국가들의 왕으로부터 귀족의 칭호를 부여받은, 명예와 부를 함께 가졌던 화가로 알려져있는데, 마리 드 메디시스는 그의 가장 열렬한 후원자 중 하나였다.
그녀는 1621년 루벤스에게 의뢰하여 뤽상부르 궁전 갤러리에 자신의 일대기를 그린 24점의 연작을 그리도록 하는데, 각각의 그림들은 그녀의 탄생부터 시작하여 당시까지 일어났던 주요 사건들을 주제로 담고 있다. 루벤스의 그림들은 이제 루브르 박물관에 전시 중이다.

## 같이 보기
- 메디치가